# Exocentrus albomaculipennis
Exocentrus albomaculipennis är en skalbaggsart som beskrevs av Stefan von Breuning 1974. Exocentrus albomaculipennis ingår i släktet Exocentrus och familjen långhorningar. Inga underarter finns listade i Catalogue of Life.